# 恐竜と赤ん坊
『恐竜と赤ん坊』（きょうりょうとあかんぼう、仏語：Le dinosaure et le bébé, dialogue en huit parties entre Fritz Lang et Jean-Luc Godard、「恐竜と赤ん坊、フリッツ・ラングとジャン＝リュック・ゴダールの間の八つのダイアローグ」の意）は、1967年製作・放映、アンドレ・S・ラバルト監督によるドキュメンタリーテレビ映画である。ドキュメンタリーテレビ映画シリーズ『われらの時代のシネアストたち』の一篇として製作・放映された。

## 略歴・概要
1964年に第1回の放映が行なわれたドキュメンタリーテレビ映画シリーズ『われらの時代のシネアストたち』は、ヌーヴェルヴァーグのゆりかごとして知られる映画批評誌『カイエ・デュ・シネマ』の初代編集長アンドレ・バザンの妻ジャニーヌ・バザンと、同誌で映画批評家としてのキャリアを開始したアンドレ・S・ラバルトの共同プロデュースによるもので、同時代の映画人へのインタヴューフィルムを同時代の映画人、テレビ人が演出し、フランスの公共放送・ORTFが製作、放映をおこなっていた。本作は、その27作目である。
1963年に製作・公開されたジャン＝リュック・ゴダール監督の映画『軽蔑』に出演した、ドイツ出身のアメリカの映画監督フリッツ・ラングとの対談を改めてセッティングし、ゴダールが『カイエ』誌の批評家であった時代から現在に至るまでの盟友であるラバルト自身が監督した。
日本では、テレビ放映は行なわれず、1980年代に東京・神田駿河台のアテネ・フランセ文化センターでフィルム上映されたほか、1991年に東京・赤坂の草月ホールで同シリーズの連続上映の際におなじくフィルム上映された。2008年6月12日にユニバーサル・ピクチャーズ・ジャパンが発売した4枚組のDVDボックス「ジャン＝リュック・ゴダール フィルム・コレクション」に、リュック・ムレ監督の『リュック・オン・ジャン＝リュック』（2007年）、リュック・ラジエ監督の『ゴダール、その愛と詩』（2007年）とともに収録された。

## スタッフ・作品データ
- 監督 : アンドレ・S・ラバルト
- 撮影監督 : G・ペロー＝ミノー
- 編集 : ポール・ロワゾン
- 録音 : ポール・ボンヌフォン、アラン・コスト
- プロデューサー : ジャニーヌ・バザン、アンドレ・S・ラバルト
- 形式 : 白黒映画 - 16ミリフィルム - モノラル録音
- ジャンル : ドキュメンタリー映画、テレビ映画

## キャスト
- フリッツ・ラング - 本人として
- ジャン＝リュック・ゴダール - 本人として
- ハワード・ヴァーノン - 本人として

## 関連事項
- ジャン＝リュック・ゴダール出演作品一覧

## 註
1. ↑  Jean-Luc Godard: Documents, éditeur : Centre Georges Pompidou, Paris, 2006., p.437